# Marie Cardinal
Marie Cardinal, mit vollem Namen Simone Odette Marie Thérese Cardinal (* 3. März 1928 oder 1929 in Französisch-Algerien; † 9. Mai 2001 in Valréas, Département Vaucluse, Frankreich), war eine französische Schriftstellerin, Journalistin, Drehbuchautorin und Schauspielerin.

## Leben
Cardinal wurde in eine wohlhabende französische Pied-noir-Familie hineingeboren, die seit 1836 in der Siedlungskolonie Algerien ansässig war. Die Eltern ließen sich kurz nach ihrer Geburt scheiden und sie kam in die Obhut ihrer Mutter. Nach dem Abschluss ihrer Schulzeit an katholischen Schulen ging sie zum Studium der Philosophie an die Sorbonne nach Paris. Ihre Diplomarbeit befasste sich mit Philon von Alexandrien.
1953 heiratete Cardinal den französischen Regisseur und Theaterkomödianten Jean-Pierre Ronfard. Das Paar ging bis 1960 ins Ausland, wo Cardinal als Philosophielehrerin an den französischen Schulen in Thessaloniki, Lissabon, Wien und Montréal arbeitete. Die drei Kinder des Paares wurden in Algier und in Lissabon geboren.
1967 arbeitete Cardinal an dem Film Zwei oder drei Dinge, die ich von ihr weiß von Jean-Luc Godard mit und übernahm eine Rolle in dem Film Mouchette von Robert Bresson. 1969 zog sie mit den Kindern nach Paris, während ihr Mann in Kanada blieb. Zum Broterwerb betätigte sie sich in der Folgezeit journalistisch unter anderem mit Beiträgen für L’Express oder auch Elle.
Seit ihrem ersten, 1962 veröffentlichten Roman schrieb Cardinal weitere Werke, die jedoch nicht dem Geschmack der Intellektuellen ihrer Zeit entsprachen. Beim breiten Publikum wurden sie jedoch angenommen und weithin gelesen.

## Preise und Auszeichnungen
- 1962: Prix international du premier roman für Écoutez la mer
- 1976: Prix Littré für Les mots pour le dire

## Veröffentlichungen
- Écoutez la mer. Roman. Presse-Pocket, Paris 1962.
- La clé sur la porte. Roman. Grasset, Paris 1972, OCLC 2477519.
  - Der Schlüssel liegt unter der Matte. Rowohlt, Reinbek bei Hamburg 1980, ISBN 3-499-14557-X.
- Les mots pour le dire. Roman. Grasset, Paris 1975, ISBN 2-246-00211-7.
  - Schattenmund. Übersetzung Gabriele Forberg, Asma El Moutei Semler. Rogner und Bernhard, München 1977, ISBN 3-8077-0070-6.
- Autrement dit. 1977.
- Une vie pour deux. 1978.
  - Die Irlandreise. Rowohlt, Reinbek bei Hamburg 1981, ISBN 3-499-14806-4.
- Au pays de mes racines. Éditions Grasset & Fasquelles, Paris 1980.
  - Die Reise nach Algerien oder Im Garten meiner Kindheit. Übersetzung Andrea Spingler. Rowohlt, Reinbek bei Hamburg 1985, ISBN 3-499-15655-5.
- Le passé empiété. B. Grasset, Paris 1983, ISBN 2-246-28681-6.
- Vorwort, Übersetzung: La Médée d'Euripide. Grasset, Paris 1987, ISBN 2-246-39001-X.
- Les Grands Désordres. 1987.
  - Die große Verwirrung. Zsolnay, Wien, 1988, ISBN 3-423-11545-9.
- Les Pieds-Noirs, 1988.
- Les jeudis de Charles et de Lulu. Librairie Générale Francaise, Paris 1996, ISBN 2-253-13617-4.
- L'inédit. Anika Parence Éditeur, Paris 2012, ISBN 978-2-923830-09-4. (postum)

## Verfilmungen
- 1983: Les Mots pour le dire; Regie: José Pinheiro

## Biografie
- Texte in Deutsch, Englisch und Französisch: Marie Cardenal: New Perspectives. Lang, Oxford / Bern / Berlin 2006, ISBN 3-03910-544-2.